# Natura 2000-område nr. 87 Nørrebæk ved Tvilho
 Natura 2000-område nr. 87 Nørrebæk ved Tvilho er en en smal ådal omkring vandløbet Nørrebækken, der er skåret ned i Holsted Bakkeø. Ådalen er omgivet af store plantageområder, der er plantet på tidligere hedearealer. Nørrebæk er et mindre vandløb, der har sit udspring umiddelbart øst for habitatområdet der er på 42 hektar. Områdets moser, enge og heder er omfattet af naturbeskyttelseslovens § 3 i alt 40 ha. Naturplanen har særlig fokus på at bevare sammenhængen mellem vandløbet og de omgivende naturarealer.

## Beskrivelse
Nørrebækken, der har sit udspring umiddelbart øst for habitatområdet, afvander til den øvre del af Terpling Å, en del af Sneum Å-systemet, har stor fysisk variation og en god vandkvalitet. Langs bækken ligger moser, for en stor del med pilekrat og høje urter. Langs hele strækningen findes partier med kildevæld og rigkær. På sydsiden af Nørrebækken findes et større hedeareal.
Nørrebæk har i dag et naturligt varieret forløb. Området har tidligere rummet kildevæld med forekomst af Gul stenbræk, Almindelig Piberensermos og Blank Seglmos.

## Eksterne kilder og henvisninger
- Naturplanen Arkiveret 9. januar 2022 hos  Wayback Machine
- Naturplanen 2016-2021 Arkiveret 11. juni 2021 hos  Wayback Machine
- Bilag 2006 Arkiveret 11. juni 2021 hos  Wayback Machine
- Basisanalysen 2016-21 Arkiveret 9. januar 2022 hos  Wayback Machine
- Kort over området på miljoegis.mim.dk